# Distretto di Toroslar

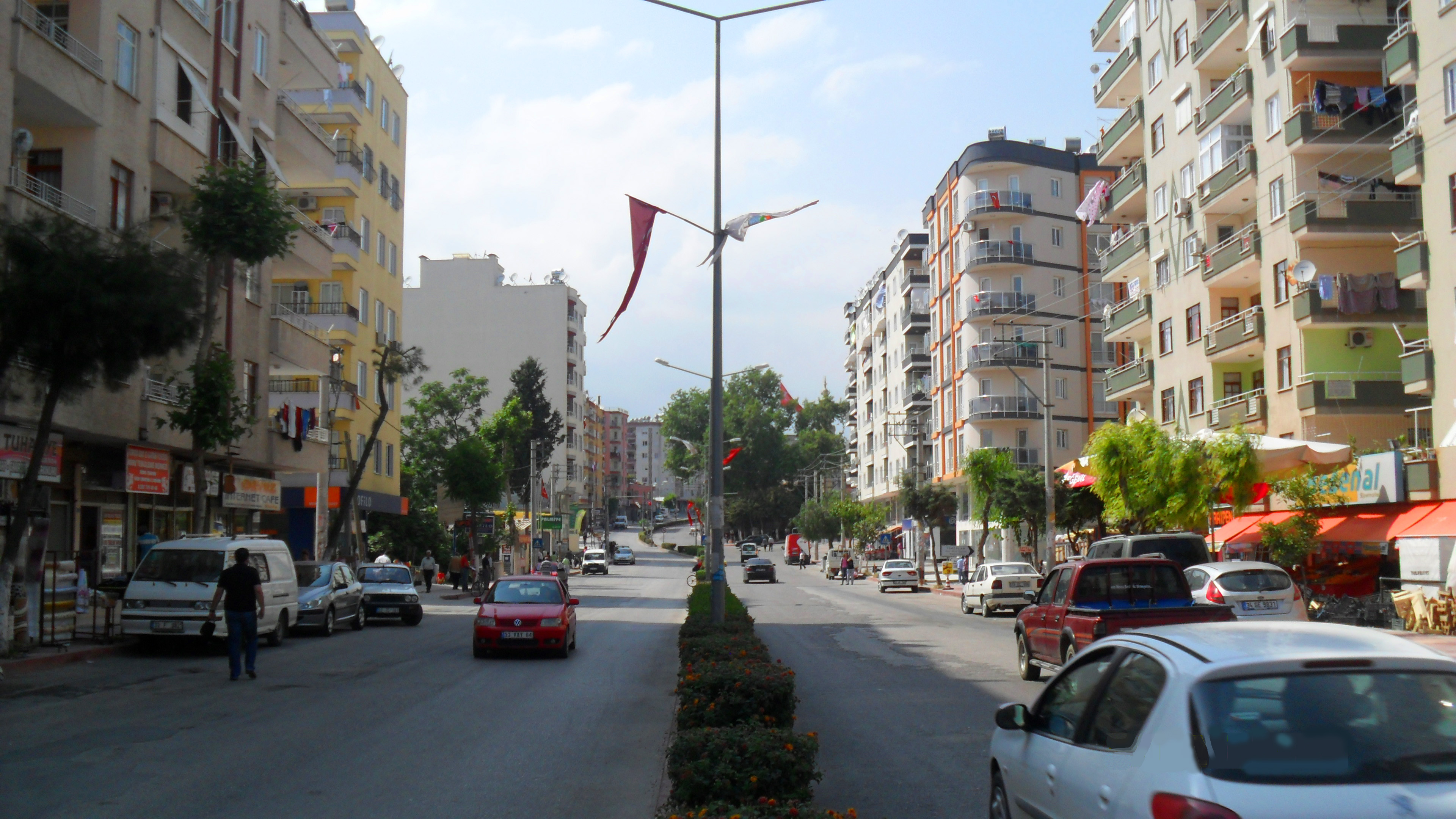
Street scene, Toroslar, Mersin

Il distretto di Toroslar (in turco Toroslar ilçesi) è uno dei distretti della provincia di Mersin, in Turchia. Fa parte del comune metropolitano di Mersin.